# Adagia

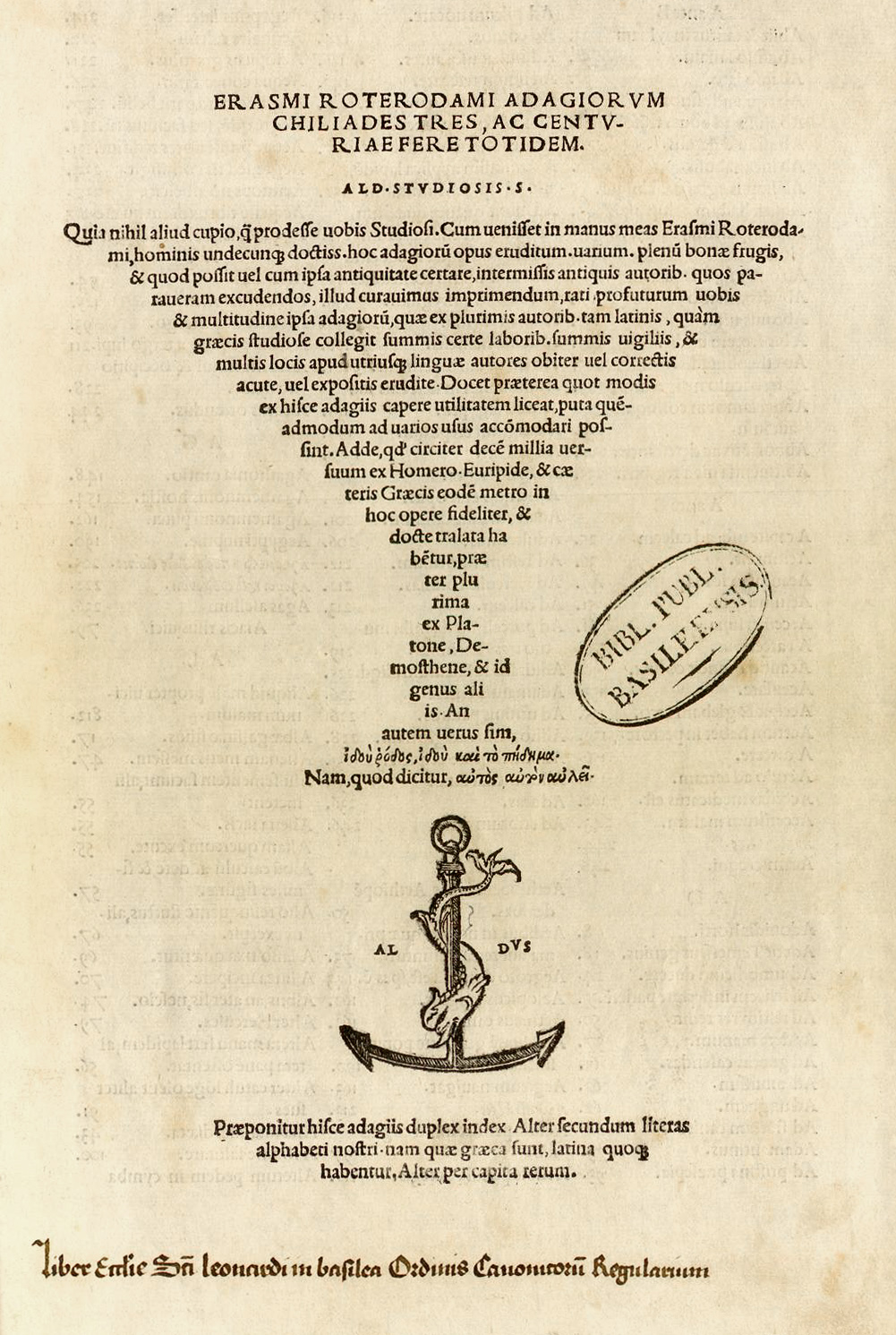
Ausgabe der Adagia von Aldus Manutius, Venedig, 1508

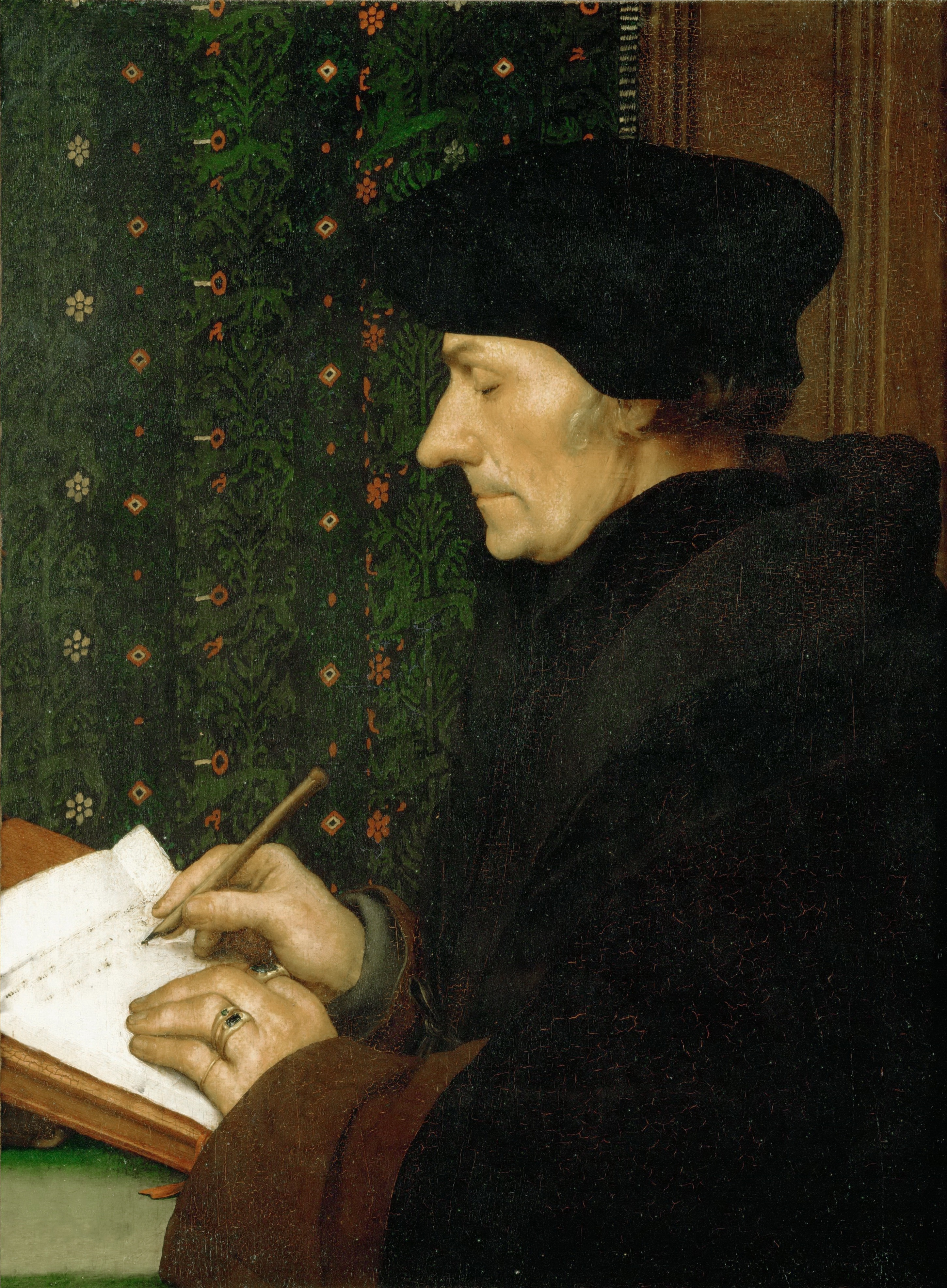
Erasmus von Rotterdam (Gemälde von Hans Holbein dem Jüngeren, 1523)

Die Adagia (Plural von lateinisch adagium „Sprichwort“) sind eine Sammlung und Kommentierung antiker Sprichwörter, Redewendungen und Redensarten des Humanisten Erasmus von Rotterdam. Die erste Ausgabe erschien im Jahr 1500 in Paris mit dem Titel Collectanea adagiorum („Gesammelte Sprichwörter“).

## Entstehung
Bereits in jungen Jahren begann Erasmus damit, antike Weisheiten und Sprichwörter zu sammeln, zu interpretieren und zu kommentieren. Seine erste Sammlung nannte er „Antibarbari“, eine Schrift gegen die „Sprachbarbaren“. Schon früh entwickelte er seine Passion, Bildungsbücher zu schreiben und brachte die erste Sammlung von 818 Adagien im Jahr 1500 als kleines Büchlein heraus.
1503: 818 Adagia
1508: 3.260 Adagia
1533: 4.251 Adagia
Schon während der Abfassung spricht Erasmus gelegentlich davon, dass er die Sammlung mühelos auf etliche Tausend erweitern könne. In der 1508 erschienenen Neubearbeitung war die Sammlung bereits auf 3.260 Sprichwörter angewachsen und trug nun den Titel Adagiorum Chiliades tres ac centuriae fere totidem. Das Buch erschien beim Verleger Aldus Manutius in Venedig, der ihm als Erster eine Chance gegeben hatte. Erasmus war mit seiner ungeordneten und lückenhaften Materialsammlung nach Italien gekommen und konnte dort seine Sammlung immens erweitern. Hier bekam er eine ganze Reihe der Werke griechischer Autoren entweder zum ersten Mal oder zumindest in guten Handschriften zu sehen.

„Anfang des Jahres 1508 begann Aldus mit dem Druck und Erasmus mit der endgültigen Zusammenstellung des Materials. ‚Das war leichtsinnig von mir‘, pflegte er später zu sagen, sooft er auf jene acht Monate fieberhafter Arbeit zurückblickte, während welcher ihn zu allem Überfluß auch noch Nierensteine plagten. Aldus druckte täglich ‚zwei Ternionen‘, und unterdessen bereitete Erasmus, unbeirrt vom Lärm und Getriebe der Druckerei, pausenlos kollationierend, übersetzend und kommentierend das Druckmanuskript für den folgenden Tag vor. Er fühlte sich wohl in dieser Atmosphäre, bei dieser Arbeit, die für unsere Begriffe etwas Journalistisches an sich hat, und er betrachtete die Druckerpresse als ein ‚beinah göttliches Instrument‘, von dem er sich, zumal in Verbindung mit einem Verlagsprogramm wie dem des Aldus, für die Verbreitung der bonae litterae und damit jeglicher Kultur wahre Wunderdinge versprach.“

Diese Sammlung lateinischer Sprüche zur Pflege eines eleganten Stils vervollständigte Erasmus in weiteren Ausgaben um griechische Weisheiten, bis 1536 die letzte Ausgabe 3.260 kommentierte Redewendungen enthielt. Bis zu seinem Lebensende vervollständigte er diese Sammlung, bis sie schließlich auf 4.251 Weisheiten angewachsen war.
Der erasmischen Herkulesarbeit – so nannte er es selbst – ist es zu danken, dass bildungssprachliche Formulierungen und Redensarten nach der Übersetzung in die verschiedenen Nationalsprachen allgemeines europäisches Kulturgut wurden. Die Adagia, für Jahrhunderte eines der meistgelesenen „Bildungsbücher“, waren lange sein bekanntestes Werk.

## Inhalt
Erasmus trägt im ersten Kapitel eine Reihe von Definitionen des Begriffes paroemia (Sprichwort) zusammen, um sie dann als ungenügend zu verwerfen und durch eine eigene Definition zu ersetzen. Die Adagien folgen in gewollter Planlosigkeit aufeinander, wodurch Eintönigkeit vermieden wird.

### Form
Alle griechischen Zitate sind ins Lateinische übersetzt, und zum Teil sogar aus dem Lateinischen ins Griechische. Die einzelnen Abschnitte enthalten
- eine Interpretation des betreffenden Sprichwortes,
- Vorschläge für die Anwendung des betreffenden Sprichwortes und
- Belege aus den verschiedensten Autoren.

Seit dem Jahr 1515 sind die Essays ein Bestandteil der „Adagia“ und verändern den Charakter des Werkes grundlegend. Sie sind ein Forum für die persönlichen Anschauungen des Erasmus, der zu diesem Zeitpunkt bereits berühmt war. Er übt nun – wo immer eine Spruchweisheit dazu Gelegenheit bietet – Kritik an den gesellschaftlichen und kirchlichen Verhältnissen seiner Zeit.

### Intention
Der Herausgeber Anton J. Gail sieht vier Schwerpunkte in der Art, auf die Erasmus die einzelnen Adagien bespricht:
- Lehrreich und unterhaltsam
- Heidnische Herausforderung für Christen
- Heidnische Wirklichkeit und christliches Maß in der Politik
- Selbstbildnis und Gesicht der Zeit

Erasmus hält sich nicht lange mit Mutmaßungen über die Herkunft eines Adagiums auf. Dagegen beschäftigt er sich genussvoll mit einem Beleg, der ihm Gelegenheit gibt, seine Leser zu unterhalten. Für ihn waren die Heiden auch die „besseren Christen“. Darüber hinaus erinnert Erasmus eindringlich daran, dass der Fortschritt mit dem Sinn für Bewahrung gepaart sein muss.

### Beispiele für die redaktionelle Kommentierung
Zu jeder der gesammelten Redensart gibt Erasmus zumindest die „Quelle“ an, oft auch umfangreiche Hintergrundinformationen und Interpretationen. So bemerkt er zum Adagium Respublica nihil ad musicum („Politik ist nichts für einen Schöngeist“):

„Dass man gebildete und rechtschaffene Männer nicht zu politischer Tätigkeit heranziehen soll, das war seit jeher eine weitverbreitete Ansicht, die auch heute noch von vielen vertreten wird. Platon hat darauf verzichtet, Sokrates hat es ohne Erfolg versucht, bei Demosthenes und Cicero hat es kein gutes Ende genommen. Neros Mutter endlich hat ihrem Sohn das Studium der Philosophie entschieden verboten, weil sie meinte, dass dies für einen künftigen Herrscher nicht nötig sei. Und Augustinus wendet sich in einem Brief gegen eine Gruppe von Sektierern, welche behaupteten, die christliche Lehre sei für einen Politiker nur hinderlich. Diese Auffassung hat Aristophanes hübsch formuliert. Dort bekommt ein Mann, der sich weigert die Regierung zu übernehmen, mit der Begründung, dass er nicht musisch gebildet sei, folgende Antwort: ‚Regieren ist kein Ding für Leute von Charakter oder musischer Erziehung!‘“

Eine seiner umfangreichsten Glossen ist die zum Adagium 3001 Dulce bellum inexpertis („Süß scheint der Krieg den Unerfahrenen“). Erasmus äußert sich hier gegen jede Form von Krieg, beispielsweise:

„Es ist jetzt schon so weit gekommen, dass man den Krieg allgemein für eine annehmbare Sache hält und sich wundert, dass es Menschen gibt, denen er nicht gefällt. […] Der Mensch aber ist nackt, zart, wehrlos und schwach, nichts kann man an den Gliedern sehen, was für einen Kampf oder eine Gewalttätigkeit bestimmt wäre. Er kommt auf die Welt und ist lange Zeit von fremder Hilfe abhängig, kann bloß durch Wimmern und Weinen nach Beistand rufen. Die Natur schenkte ihm freundliche Augen als Spiegel der Seele, biegsame Arme zur Umarmung, gab ihm die Empfindung eines Kusses, das Lachen als Ausdruck von Fröhlichkeit, Tränen als Symbol für Sanftmut und des Mitleids.
 Der Krieg wird aus dem Krieg erzeugt, aus einem Scheinkrieg entsteht ein offener, aus einem winzigen der gewaltigste […]. Wo denn ist das Reich des Teufels, wenn es nicht im Krieg ist? Warum schleppen wir Christus hierhin, zu dem der Krieg noch weniger passt als ein Hurenhaus? So mögen wir Krieg und Frieden, die zugleich elendeste und verbrecherischste Sache vergleichen, und es wird vollends klar werden, ein wie großer Wahnsinn es sei, mit so viel Tumult, so viel Strapazen, so einem großen Kostenaufwand, unter höchster Gefahr und so vielen Verlusten Krieg zu veranstalten, obwohl um ein viel Geringeres die Eintracht erkauft werden könnte.“

Dort findet sich auch das in der Aufklärungsliteratur des 18. Jahrhunderts häufige Zitat:

„Sehen wir nicht, dass hervorragende Städte vom Volk errichtet und von den Fürsten zerstört werden? Dass ein Staat durch den Fleiß seiner Bürger reich wird, nur um durch Raubgier seiner Herrscher geplündert zu werden? Dass gute Gesetze von den Vertretern des Volkes beschlossen und von Königen verletzt werden? Dass die Allgemeinheit den Frieden liebt und die Monarchen den Krieg anstiften? Dörfer werden verbrannt, Felder verwüstet, Gotteshäuser geplündert, unschuldige Bürger abgeschlachtet, alles Geistliche und Weltliche wird zerstört, während der König würfelt oder tanzt oder sich mit Narren oder bei der Jagd und beim Zechgelage amüsiert.“

## Die Sprichwörter (Auswahl)
Erasmus verwendete jeweils die lateinische Version als Überschrift. Zu den ursprünglich „tausend“ (eigentlich 818) Sprichwörtern und Redensarten seiner Sammlung gehören die folgenden (hier alphabetisch sortiert):
- A mortuo tributum exigere → Von einem Toten Steuern verlangen
- Aethiops non albescit → Αἰθίοπα σμήχεις → Mohrenwäsche
- Alterum pedem in cymba Charontis habere → Mit einem Fuß im Grabe stehen
- Amicorum communia omnia → Κοινὰ τὰ τῶν φίλων → Freundesgut, gemeinsam Gut
- Anicularum deliramenta → Altweibergefasel
- Archilochia edicta → Archilochische Edikte (schädliche Verordnungen)
- Areopagita taciturnior → Verschwiegen wie ein Areopagit
- Artem quaevis alit terra → Jeden nährt sein Handwerk
- Assidua stilla saxum excavat → Steter Tropfen höhlt den Stein
- Νῦν γὰρ δὴ πάντεσσιν ἐπὶ ξυροῦ ἵσταται ἀκμῆς → Auf des Messers Schneide
- Aureos montes polliceri → χρυσᾶ ὄρη ὑπισχνεῖσθαι → Goldene Berge versprechen
- Auris Batava → Bataverohren
- Aurum igni probatum → Gold, im Feuer geprüft
- Bellerophontes litteras → Βελλεροφόντης τά γράμματα → Ein Uriasbrief
- Bellum haudquaquam lachrymosum → Ein unblutiger Krieg
- Bellum omnium pater → Πόλεμος πάντων μὲν πατήρ ἐστι → Der Krieg ist der Vater aller Dinge
- Bis dat, qui cito dat → Doppelt gibt, wer schnell gibt
- Campana superbia → Campanische Überheblichkeit
- Canis panes somnians → Der Hund träumt vom Brot
- Cantilenam eandem canis → Immer dasselbe Lied
- Caput vacuum cerebro → Kein Hirn im Kopf
- Cestum habent Veneris → Der Gürtel der Venus
- Colossi magnitudine → Kolossal
- Colubrum in sinu fovere → Eine Schlange am Busen nähren
- Concordia fulciuntur opes etiam exiguae → Vereint sind auch die Schwachen mächtig
- Contra stimulum calces → Wider den Stachel löcken
- Contra torrentem niti → Gegen den Strom schwimmen
- Corvus albus → Θᾶττον ἔην λευκους κόρακας πτηνάς τε χελώνας → Ein weißer Rabe
- Culicem colant → Sie seihen die Mücke
- Cum lacte nutricis → Mit der Muttermilch
- Cygnea cantio → κύκνειον ᾆσμα → Schwanengesang
- Deo nemo potest nocere → Niemand kann Gott etwas anhaben
- Durch die Maschen schlüpfen
- Elephantum ex musca facis → Ἐλέφαντα ἐκ μυίας ποιεῖς → Aus einer Mücke einen Elefanten machen
- Eodem bibere poculo → Aus demselben Becher trinken
- Equi dentes inspicere donati → Dem geschenkten Gaul schaut man nicht ins Maul
- Evitata Charybdi in Scyllam incidi → Σκύλλα καὶ Χάρυβδις → Von der Skylla in die Charybdis
- Ex Academia venis → Ἀκαδημίηθεν ἥκεις → Die leibhaftige Akademie
- Ex tempore vivere → Aus dem Stegreif leben
- Extra telorum iactum → Weit vom Schuss
- Festina lente → Σπεῦδε βραδέως → Eile mit Weile
- Foedum est mansisse diu vacuumque redisse → Es wär' eine Schmach, so lang zu verharren und leer zu enteilen
- Fruste panis → Für ein Butterbrot
- Fumum fugiens, in ignem incidi → Vom Rauch in die Flammen
- Genius malus → Der böse Geist
- Gutta cavat lapidem → Πέτρην κοιλαίνει ῥανὶς ὕδατος ἐνδελεχείῃ → Steter Tropfen höhlt den Stein
- Herculani lecti → Herkulesbetten
- Hic Rhodus, hic saltus → Ἰδοῦ Ῥόδος, καὶ ἀποπήδησον
- Hodie nullus, cras maximus → Aus dem Nichts gekommen
- Homerici versus aliquot proverbiales → Einige sprichwörtliche Homerverse
- Ignavis semper feriae sunt → Der Faulpelz hat immer Feiertag
- Illotis manibus → Mit unreinen Händen
- In alio mundo → ὡς ἐν ἄλλῳ κόσμῳ → In einer anderen Welt
- In diem vivere → In den Tag hinein leben
- In eadem es navi → Wir sind im selben Boot
- In pulicis morsu Deum invocat → Wegen eines Flohs Gott zu Hilfe rufen
- Inexplebile dolium → Ein Fass ohne Boden
- Isthmum perfodere → Ἰσθμόν δὲ μὴ πυργούτε μήδ’ ορύσσετε. → Den Isthmus durchstechen
- Iustitiae oculus → Δίκης ὀφθαλμός → Das Auge des Gesetzes
- Labyrinthus → Ein Labyrinth
- Lacryma nihil citius arescit → Tränen trocknen schnell
- Leonis exuvium super crocoton → Unter dem Löwenfell das Frauenkleid
- Lotum gustavit → Λωτοῦ ἔφαγες → Lotos essen
- Lucri bonus est odor ex re qualibet → Geld stinkt nicht
- Lupus in fabula
- Magis mutus quam pisces → Stumm wie ein Fisch
- Malum vas non frangitur → Unkraut verdirbt nicht
- Manus manum lavat → Χεῖρ χεῖρα νίπτει → Eine Hand wäscht die andere
- Melanione castior → Keusch wie Melanion
- Melitaeus catulus → Ein Schoßhund
- Mercurius supervenit → Ὁ Ἑρμῆς ἐπεισελήλυθεν → Hermes ist zugegen
- Multi Thyrsigeri, pauci Bacchi → Thyrsosträger sind viele, doch echte Begeisterte wenig
- Musarum aves → Musenvögel
- Myconiorum more → Wie die Mykonier
- Ne nomen quidem → Nicht einmal genannt soll es werden
- Ne per somnium quidem → Nicht einmal im Traum
- Ne quid nimis → Μηδὲν ἄγαν → Allzuviel ist ungesund
- Ne sutor ultra crepidam → Schuster bleib bei deinem Leisten
- Necessarium malum → ἀναγκαῖον κακόν → Ein notwendiges Übel
- Nolens volens → Φεύγω τρόπον γε δή τιν’ οὐχ ἑκὼν ἑκών. → wohl oder übel
- Nosce te ipsum → Γνῶθι σεαυτόν → Erkenne dich selbst
- Nudo capite → γυμνῆ κεφαλῆ→ Mit unbedecktem Haupt
- Nudus tanquam ex matre → γυμνὸς ὡς ἐκ μητρός → Nackt wie aus dem Mutterleib
- Oderint, dum metuant → Sollen sie mich doch hassen, solange sie mich nur fürchten
- Oleum camino addere → Öl ins Feuer gießen
- Palpari in tenebris → Im Dunkeln tappen
- Panicus casus → δεῖμα Πανικόν → Eine Panik
- Phormionis thori → Die Streu Phormions
- Piscis primum a capite foetet → Ἰχθὺς ἐκ τῆς κεφαλῆς ὄζειν ἄρχεται → Der Fisch stinkt zuerst vom Kopf
- Plures adorant solem orientem quam occidentem → Man huldigt lieber der aufgehenden Sonne als der untergehenden
- Pontificalis coena → Ein Priestermahl
- Post festum venisti → Post festum → Κατόπιν τῆς ἑορτῆς ἥκεις
- Postico discedere → Durch die Hintertür verschwinden
- Praestat canem irritare quam anum → Ein altes Weib ist schlimmer als ein Hund
- Praestat hagere acerbos → Erbitterte Feinde sind besser
- Promeri canes → Die Hunde des Promeros
- Prudens in flammam mitto manum → Die Hand ins Feuer legen
- Quae supra nos, nihil ad nos → ὑπέρ ὑμᾶς – πρὸς ὑμᾶς → Was über uns ist, ist nichts für uns
- Qualis hera, tales pedissequae → Wie der Herr, so der Knecht
- Quot homines, tot sententiae → Viele Köpfe, viele Sinne
- Respublica nihil ad musicum → Politik ist nichts für einen Schöngeist
- Sapiens sua bona secum fert → Ὁ σοφὸς ἐν αὑτῷ περιφέρει τὴν οὐσίαν
- Sero molunt deorum molae → Gottes Mühlen mahlen langsam
- Siculus mare → Σικελὸς θάλασσαν → Das Meer will wieder Feigen
- Simia in purpura → Ein Affe im Purpur
- Spes alunt exsules → Die Hoffnung ist das Brot der Heimatlosen
- Tantali poenae → Ταντάλειοι τιμωρίαι → Tantalusqualen
- Tragicum malum → Tragik
- Tunc canent cygni, cum tacebunt graculi → Wenn die Krähen schweigen, singen die Schwäne
- Tunica pallio propior est → Das Hemd ist mir näher als der Rock
- Ululas Athenas → Γλαῦκ᾿ εἰς Ἀθήνας → Eulen nach Athen tragen
- Umbram suam metuere → Sich vor seinem eigenen Schatten fürchten
- Venereum iusiurandum → Liebesschwüre
- Vestis virum facit → Kleider machen Leute
- Virgula divina → Der Zauberstab
- Vita hominis peregrinatio → Das Menschenleben ist eine Pilgerfahrt
- Vita mortalium brevis → Kurz ist das Menschenleben
- Vitiat lapidem longum tempus → Der Zahn der Zeit

## Ausgaben
- Erasmus von Rotterdam: Adagia. Lateinisch-deutsche Auswahl und Übersetzung von Anton Gail. Philipp Reclam jun. Stuttgart, ISBN 978-3-15-007918-8 (Auswahlausgabe).
- Erasmus von Rotterdam: Ausgewählte Schriften. Ausgabe in acht Bänden Lateinisch-deutsch. 7. Band. Übersetzung von Theresia Payr. Wissenschaftliche Buchgesellschaft, Darmstadt 1972, ISBN 3-534-05948-4 (Auswahlausgabe).
- Claude-Eric Descœudres: Erasmus von Rotterdam: Adagia. Sprichwörter. 6 Bände, Schwabe, Basel 2021, ISBN 978-3-7965-3957-2.